# Сункарський сільський округ
Сунка́рський сільський округ (каз. Сұңқар ауылдық округі, рос. Сункарский сельский округ) — адміністративна одиниця у складі Осакаровського району Карагандинської області Казахстану. Адміністративний центр — село Сункар.
Населення — 549 осіб (2021; 853 у 2009, 1435 у 1999, 1904 у 1989).
Станом на 1989 рік існувала Скобелевська сільська рада (села Коянди, Скобелевка, Сільстрой).

## Склад
До складу округу входять такі населені пункти:
| Населений пункт | Населення, осіб (1989) | Населення, осіб (1999) | Населення, осіб (2009) | Населення, осіб (2021) |
| --------------- | ---------------------- | ---------------------- | ---------------------- | ---------------------- |
| Коянди, село    | 120                    | 77                     | 50                     | 20                     |
| Сельстрой, село | 313                    | 221                    | 185                    | 97                     |
| Сункар, село    | 1472                   | 1137                   | 618                    | 432                    |